# Effet boomerang
Pour les articles homonymes, voir Boomerang (homonymie).

L'effet boomerang vu par Kajetan Obarski.

L'effet boomerang désigne un mécanisme psychologique, politique ou économique, où une action aboutit à la conséquence inverse de celle recherchée.

## Psychologie
En psychologie sociale, on parle d'effet boomerang quand une tentative de persuasion a l'effet inverse de celui attendu et renforce les attitudes de la cible plutôt que de les modifier. Il a été mis en évidence expérimentalement, par exemple, par une équipe de chercheurs, dirigée par le professeur Charles Kiesler. Au cours de cette recherche, ils ont contacté des jeunes femmes de New Haven et les ont amenées à signer une pétition en faveur d'une information sur le planning familial dans les lycées avant de les exposer à une contre-propagande (brochure anti-contraception). Les personnes exposées à la contre-propagande se déclarent plus favorables à la mise en place d'une information sur le sujet que celles qui n'ont pas reçu la brochure. Au lieu de produire un changement d'attitude, cette brochure a renforcé les attitudes des récepteurs. Ce phénomène (appelé aussi « effet outsider » ou « effet underdog », analysé par la sociologie américaine sous le terme underdog effect) est notamment employé en science politique — dans les analyses des élections — et correspond à la remobilisation d'électeurs pour un candidat à la lecture des sondages défavorables à sa cause ou à leur favori, voire à soutenir le perdant annoncé, par sympathie ou pitié. Il s'oppose à l'effet bandwagon.

## Économie
En économie, on appelle « effet boomerang » un effet de levier négatif.